# Phloeospora aceris
Phloeospora aceris är en svampart som först beskrevs av Marie Anne Libert, och fick sitt nu gällande namn av Pier Andrea Saccardo 1884. Phloeospora aceris ingår i släktet Phloeospora och familjen Mycosphaerellaceae.   Inga underarter finns listade i Catalogue of Life.